# August Musger
August Musger, född 10 februari 1868 i Eisenerz i Steiermark, död 30 oktober 1929 i Graz, var en österrikisk fysiker och katolsk präst. Han var en av filmkonstens pionjärer och räknas som uppfinnare av slowmotion-tekniken i film.